# Zelominor
Zelominor là một chi nhện trong họ Gnaphosidae.